# Sternoptychidae

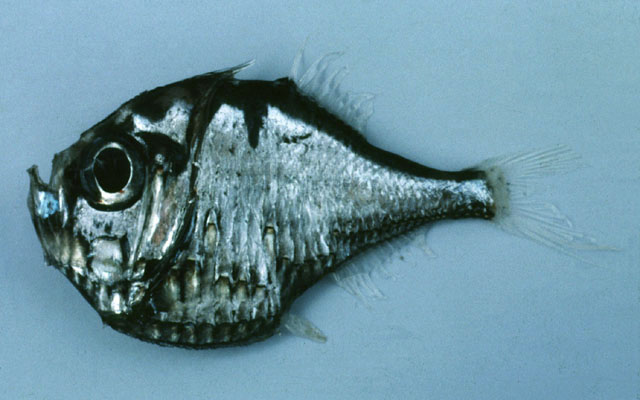
Pez hacha de dientes ramificados (Polyipnus triphanos).

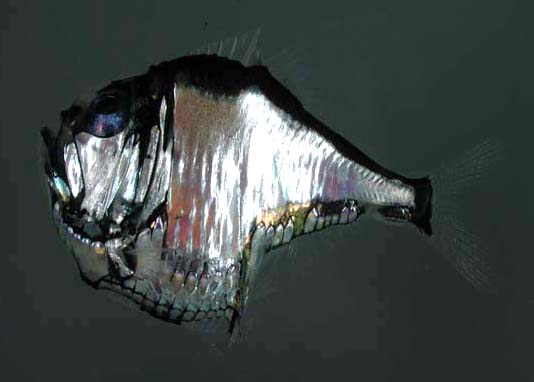
Pez hacha plateado (Argyropelecus aculeatus).

Los peces-hacha o sternoptíquidos son la familia Sternoptychidae de peces marinos incluida en el orden stomiformes, distribuidos por las aguas abisales del océano Pacífico, Atlántico e Índico. Su nombre procede del griego: sternon (pecho) + ptyx, -ychos (pliegue, doblez).

## Anatomía
Tienen el cuerpo muy comprimido lateralmente, con un desproporcionado tamaño del pecho que le da el aspecto de hacha por el que se les da el nombre común que tienen, pecho con grandes placas replegadas que pueden estirar mucho para tragar presas hasta más grandes que ellos.

## Géneros y especies
Existen unas 73 especies agrupadas en los diez géneros siguientes:
- Subfamilia Maurolicinae:
  - Araiophos (Grey, 1961), con solo 1 especie
  - Argyripnus (Gilbert y Cramer, 1897), con 6 especies
  - Danaphos (Bruun, 1931), con solo 1 especie
  - Maurolicus (Cocco, 1838), con 15 especies
  - Sonoda (Grey, 1959), con 2 especies
  - Thorophos (Bruun, 1931), con 2 especies
  - Valenciennellus (Jordan y Evermann en Goode y Bean, 1896), con 2 especies
- Subfamilia Sternoptychinae:
  - Argyropelecus (Cocco, 1829), con 7 especies
  - Polyipnus (Günther, 1887), con 32 especies
  - Sternoptyx (Hermann, 1781), con 4 especies